# Uvarus magensis
Uvarus magensis är en skalbaggsart som först beskrevs av Clark 1862.  Uvarus magensis ingår i släktet Uvarus och familjen dykare. Inga underarter finns listade i Catalogue of Life.